# 双电层电容器
雙電層電容器有時也稱為電雙層電容器，或超级電容器，是拥有高能量密度的电化学电容器，比傳統的电解电容容量高上數百倍至千倍不等，其容量和性能介于电解电容和蓄电池之间。超级电容的吞吐速度可比电池快得多，充放电周期也远多于蓄电池。
一个標準電池大小的电解电容为几十微法拉，但同样大小的EDLC的則可以达到几法拉，差別可達五个数量级。截至在2010年，最高商业化双电层电容器的能量密度为30 W⋅h/kg (0.1 MJ/kg)。高达85 W⋅h/kg的能量密度已在室温实验室实现，但仍然比锂离子电池低，不到鋰電池的 10%。2011年，在实验室的雙電層電容器的能量密度提高一個數量级。EDLC的价格亦正在下降：在2000年成本為5,000美元的3 kF电容在2011年只需50美元。
双电层电容器主要用于需要快速充放电/放电周期较多的能源储存领域，而非通用电路元件，特别适用于精密能源控制和瞬间负载设备。在交通运输业中，双电层电容器常用于回馈制动、短期能量存储或突发状况时的电力输送。EDLC也有作为能量储存和動能回收系統设备在车辆使用，另外亦有用於其他小型系統，例如需要快速充／放電的家用太阳能系统。较小的双电层电容器多充当SRAM的备用电源。
超级电容器不使用传统的固体电介质，而使用静电力双层电容器（Electrostatic double-layer capacitor）和电化学赝电容器（Electrochemical Pseudocapacitor），两者都对电容器的总电容量有所贡献，也有一些区别。
传统电解电容器始终存在一个介电层，所谓的电解液（如二氧化锰或导电聚合物）实际上充当着阴极/正极；而双电层电容器的电解液在两电极之间形成离子导体，通过不对称的电极设计使其极化，或因在制造过程中应用的电位差异而被极化。

比较三个电容的原理。
左：“正常”的电容器
中：电解电容
右：双电层电容器

## 历史

### 组成的演变
20世纪50年代初，通用电气的工程师在燃料电池和蓄电池中获得了灵感，开始尝试将多孔碳电极加入电容设计。活性炭是一种具有高比表面积的导体，是极度多孔的“海绵状”碳单质。1957年，H. Becker开发了“多孔碳电极低电压电解电容器”，他认为，能量以电荷的形式存储在孔隙中，就像储存在电解电容器的蚀刻箔片的微孔里一样。他当时并不太了解双层电容的机制，所以在专利中写道：“虽然尚不明确储能的确切原理，但它确实产生了极高的电容值。”
通用电气公司并没有马上着手开展研究。1966年，俄亥俄标准石油公司（Standard Oil of Ohio）研究人员在从事实验性燃料电池设计时，开发了另一种称为“电能储能器”的元件。专利中没有描述其是否利用电化学储能。甚至到了1970年，Donald L. Boos申请的电化学电容器专利，最后也被注册为“活性炭电极电解电容器”。
早期的电化学电容器以两片覆盖着活性炭的铝箔为电极，浸泡在电解质中，中间由一个薄多孔绝缘体分隔。这种设计可使电容器的电容达到数法拉，大大高于同尺寸的电解电容。这种基本的机械设计仍是大多数电化学电容器的基础。
SOHIO没有将发明商业化，而将技术授权给了日本电气，后者于1978年将成果制为“超级电容器”推向市场，为计算机内存提供后备电源。
1975到1980年间，Brian Evans Conway对氧化钌电化学电容器进行了大量开发工作。1991年，他描述了电化学能量存储中“超级电容器”和“电池”行为间的区别。1999年，他首先提出了“超级电容器”（supercapacitor）一词，1999年，他首先提出了“超级电容器”（supercapacitor）一词，用于指代通过表面氧化还原反应使得电极和离子间发生法拉第电荷转移的电容。他的“超级电容器”在亥姆霍兹双电层储存了一部分电荷，另一部分则是通过电极和电解质发生法拉第反应，使电荷转移产生赝电容。赝电容的工作机制是氧化还原反应、嵌入和电吸附。
市场的扩展则比较低迷，直到1978年松下电器推出Goldcaps电容品牌，后来成为了畅销的内存后备电源。1987年，ELNA的Dynacap也进入了市场。第一代双电层电容器的内阻相对较高，因此限于低电流应用环境，如为SRAM芯片供电或数据备份。
到20世纪80年代末，电极材料的改进再次提高了电容值。同时，具有更好导电性的电解质降低了等效串联电阻，提高了充放电电流。第一个低内阻超级电容器在1982年由Pinnacle研究所（PRI）开发，原应用于军事，后以“PRI Ultracapacitor”的品牌名进行销售。1992年，麦克斯威实验室（后来的麦克斯威技术公司，Maxwell Technologies）接管了这项开发，将其称为“Boost Caps”以强调其在电力应用方面的用途。
电容器的能量含量随电压的平方而增加，因此研究者不断试图提高电解质的击穿电压。1994年，David A. Evans利用200V高压钽电解电容器的阳极，开发了一种“电解-混合电化学电容器”。这些电容器结合了电解电容器和电化学电容器的特点，拥有电解电容器阳极的高介电强度，又有电化学电容器阴极的金属氧化物（二氧化钌）的高电容，产生了混合电化学电容器。Evans的电容器被称作Capattery，其能量含量比同样大小的钽质电容器高出约5倍。但高昂的成本将其束缚在少数军事应用中。
最近的成果有混合电容器锂离子电容，由富士通的FDK发明于2007年。它们结合了静电碳电极和掺杂了锂离子电化学电极，再次增加了电容值。掺杂过程降低了阳极电位，导致电池输出电压变高，进一步提高了比能。
目前，许多公司和大学的研究部门正在努力改善诸如比能、比功率和循环稳定性等特性，并降低生产成本。

## 设计
在传统的电容器中，电荷在电场中会受力而移动，当导体之间有了介质，则阻碍了电荷移动而使得电荷累积在导体上，造成电荷的累积储存，储存的电荷量则称为电容。

### 基础设计

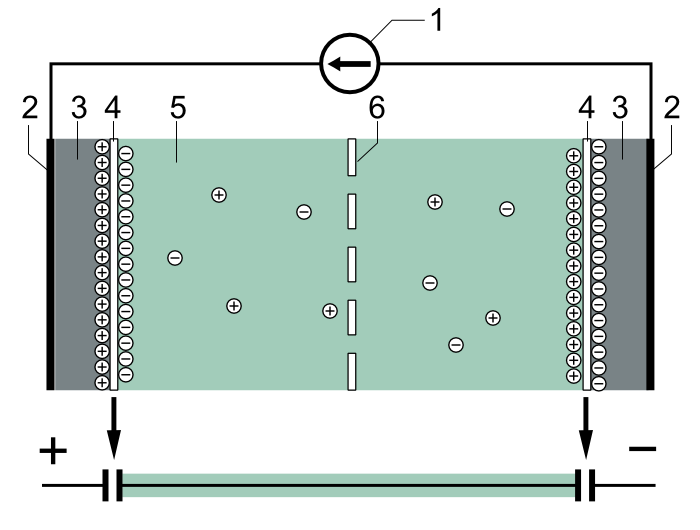
超级电容器的典型结构：(1)电源；(2)收集器；(3)极化电极；(4)亥姆霍兹双电层； (5)具有正负离子的电解质；(6)分离器

超级电容器由两个被离子渗透膜隔开的电极和连接两个电极的电解质组成。电极被外加电压极化时，电解质中的粒子便形成与电极极性相反的双电层。例如，正极化的电极会在电极-电解质界面上激发出一层负离子，同时，会有用以平衡的正离子层吸附在负离子层上。负极化电极的情况则相反。
此外，一些离子可以根据电极材料和表面形状渗透进双层，成为特定的吸附离子，形成赝电容器，可视作总电容的一部分。

### 电容分布
两个电极相当于两个单独电容C1与C2串联，总电容Ctotal可由下式得到：
{\displaystyle C_{\text{total}}={\frac {C_{1}\cdot C_{2}}{C_{1}+C_{2}}}}
超级电容器可以有对称或不对称的电极。电极的对称性是指两个电极是否拥有相同的电容值，拥有对称电极的电容总值是每个电极的一半（即若 C1 = C2，则Ctotal = ½ C1）。极不对称电容器的电容值可直接近似为电容较小的电极的电容值（若C1 >> C2，则Ctotal ≈ C2）。

### 储电原理
超级电容器使用双电层效应来储存电能，而没有传统的用于分隔电荷的固体电介质。在电极的双电层中，主要使用两种不同的原理来储存电能：
- 电静力双层电容器 （EDLC）一般使用碳电极或其衍生物，在电极表面和电解质间的界面处的亥姆霍兹双电层中实现电荷的分离。电荷分离的量级在几埃（0.3–0.8nm），比传统电容器小得多。[23]
- 电化学赝电容器一般以金属氧化物或导电聚合物为电极，在双层电容外还有大量的电化学赝电容。赝电容通过法拉第电子电荷转移，配合氧化还原反应、嵌入或电吸附实现。[15]
- 混合电容，如锂离子电容使用有两种不同特性的电极：其一主要表现为电静力电容，另一个表现为电化学电容。

电化学电容器中，每单位电压能储存的电荷量基本是电极尺寸的函数。不同储存原理的电容，电容值可以有极大的差异。

### 双电层电容器

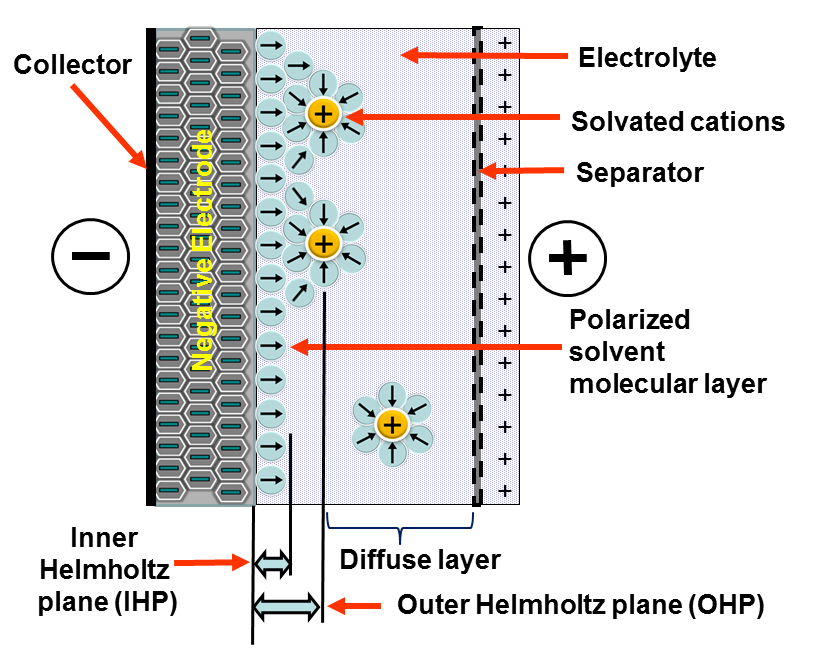
电极中负离子和液态电解质中溶解的正离子形成的双电层，被一层极化的溶剂分子隔开。

插入电解质溶液中的金属电极表面与液面两侧会出现符号相反的过剩电荷，从而使相间产生电位差。那么，如果在电解液中同时插入两个电极，并在其间施加一个小于电解质溶液分解电压的电压，这时电解液中的正、负离子在电场的作用下会迅速向两极运动，并分别在两上电极的表面形成紧密的电荷层，即双电层，它所形成的双电层和传统电容器中的电介质在电场作用下产生的极化电荷相似，从而产生电容效应。紧密的双电层近似于传统电容器中的电介质层，但其厚度只有一个分子，因而具有比普通电容器大得多的容量。因此传统板式电容器的计算公式也可用来计算其电容：
{\displaystyle C=\varepsilon {\frac {A}{d}}}.
电容率ε越高、电极板表面积A越大、板间距d越小，电容C也越大。因此，双层电容器的电容远高于传统电容器，这是因为活性炭电极的表面积极大，而双电层距离极小，只有几埃（0.3-0.8 nm），相当于德拜长度的数量级。
双电层电容器没有传统的电介质，而是使用绝缘体隔开。这个绝缘层可以让电解液中的正负离子通过。该电解液本身不能传导电子。所以当充电结束后，电容器内部不会发生漏电（电子不会从一极流向另外一极）。当放电的时候，电极上的电子通过外部电路从一极流向另外一极。结果是电极与电解液中的离子吸附显著降低。从而使电解液中的正负离子重新均匀分布开来。
双电层电容器具有远高于电池的功率密度，因此，虽然现有的双电层电容器的能量密度是传统电池的1/10，但其功率密度是后者的10至100倍。它们适用于介于电化学电池（持续的能量释放），静电电容器 （瞬间能量释放）之间的应用。
电化学电容器中，每单位电压能储存的电荷量基本上是电极尺寸的函数。双电层中的静电储能与储存的电荷呈线性关系，并与吸附离子的浓度相对应。由于在电极或电解质内没有发生任何化学变化，理论上双电层的充电和放电量是无限的，真正的超级电容器的寿命只受电解质的蒸发所限。

#### 电化学赝电容器

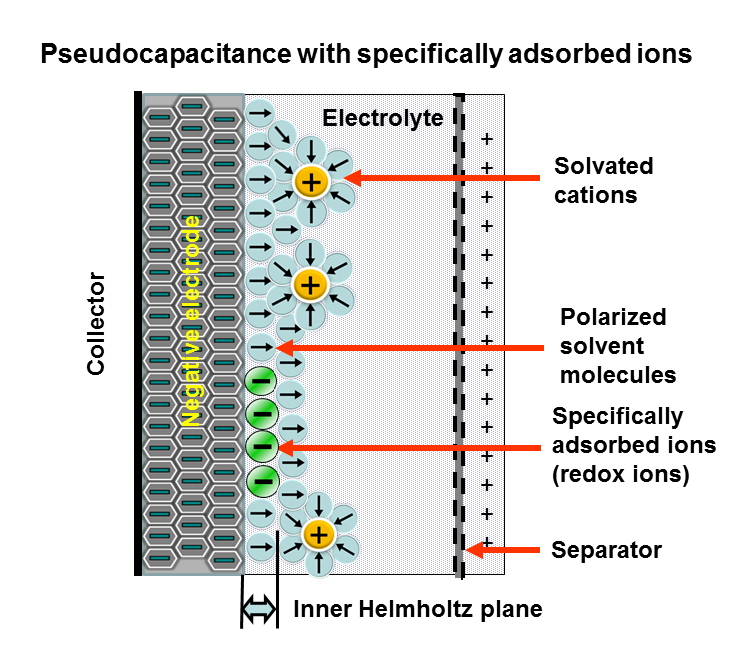
双电层的简化视图，其中有专门吸附的离子，向电极提供了一些电荷，引发了赝电容的法拉第电荷转移

在电化学电容器一端施加电压，电解质离子便移动到极性相反的极化电极上，形成双电层，其中单层溶剂分子充当分离器。当电介质中的特定吸附离子渗透进双电层中，就会产生赝电容：虽然不是电容，但可以储存电能。赝电容通过可逆的法拉第氧化还原反应，在具有双电层的电化学电容电极表面储存电能。赝电容是一种电化学储能方式，它是通过电解质和电极间快速可逆的电子转移实现的。这种转移由一连串高速的可逆氧化还原反应、嵌入或电吸附引起，来自发生了去溶剂化并吸附在电极表面的离子，每个离子只涉及一个电子。被吸附的离子与电极的原子不会发生化学反应（没有化学键产生），因为只发生电荷转移。

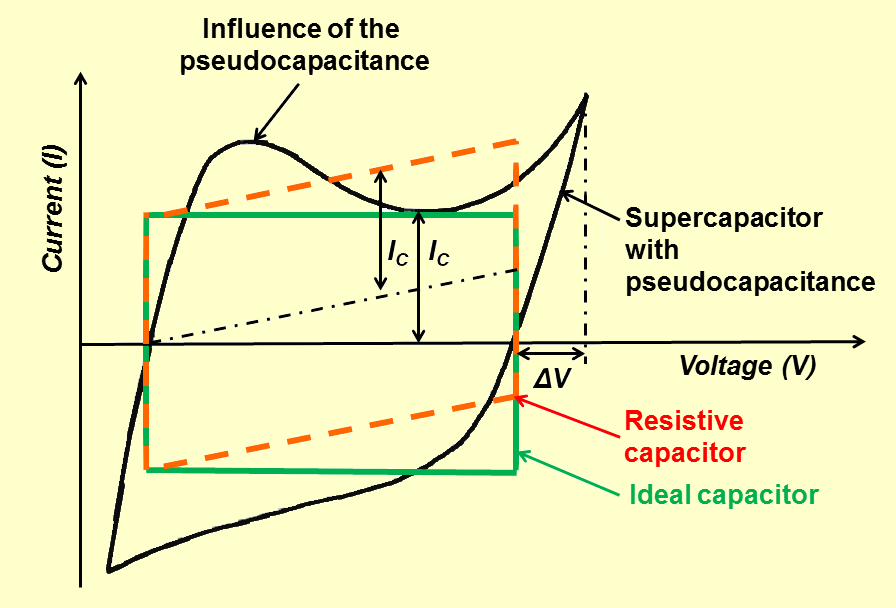
循环伏安图展现了双电层电容（矩形）和赝电容（弧形）之间的区别

参与法拉第过程的电子往来于氧化还原电极反应物的价电子态（原子轨道）。它们进入负极，通过外部电路流向正极，在那里形成具有相同相同阴离子数的第二个双电层。到达正电极的电子没有转移到双电层的阴离子中，而是留在了电极表面的过渡金属离子旁。因此，法拉第赝电容的存储能力受限于电极表面的反应物数量。
法拉第赝电容只与双电层电容器一起出现，其大小可能超过相同表面积的双电层电容100倍，取决于电极的性质和结构，因为所有赝电容反应都发生在去溶剂化的离子上，比带溶剂壳的溶质离子少得多。赝电容的值在狭窄的范围内遵循一个线性函数，由依赖电位吸附阴离子的多少决定。
电极通过氧化还原反应、嵌入或电吸附形成赝电容的能力很大程度上取决于电极材料对吸附在电极表面的离子的化学亲和力，以及电极孔的结构和尺寸。在赝电容器中可表现出氧化还原行为的材料主要是过渡金属氧化物，如RuO2、IrO2或MnO2。可以通过掺杂将它们插入电极，电极材料如活性炭、聚苯胺或覆盖电极材料的聚噻吩衍生物。
储存赝电容中的电荷量与两端电压成正比。赝电容的单位是法拉。

### 电位分布

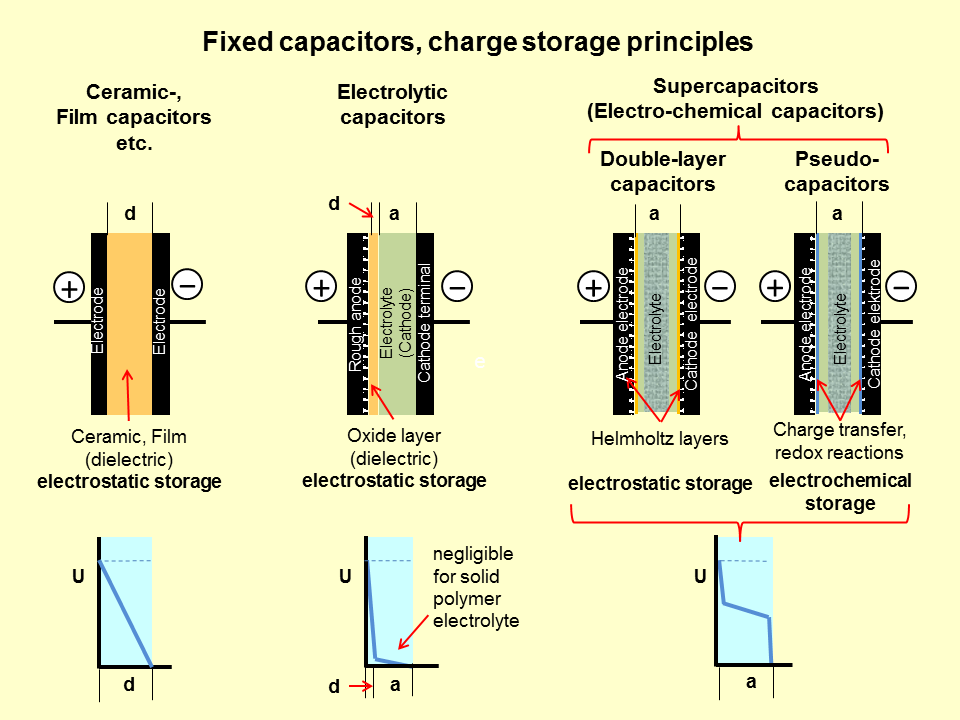
不同类型电容器的电荷储存原理及其内部电位分布

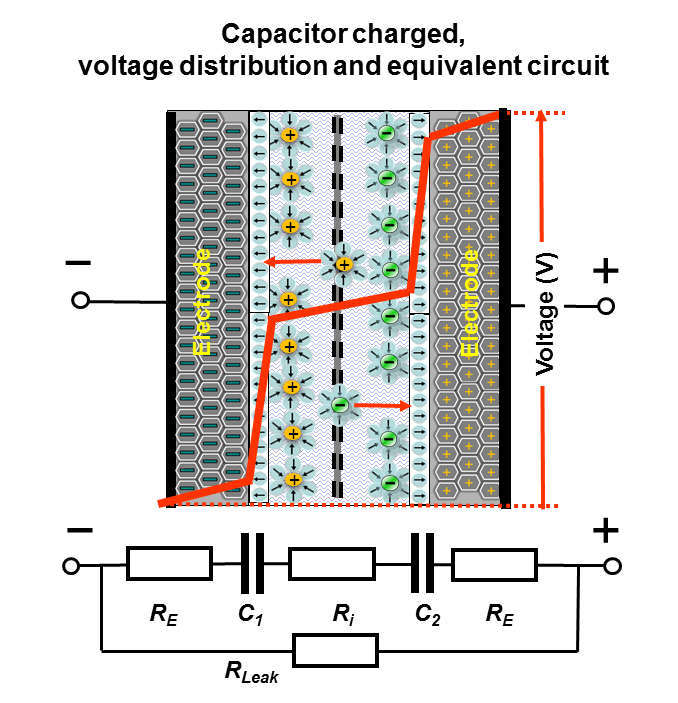
超级电容器功能的基本说明，电容器内部的电压分布及其简化的等效直流电路

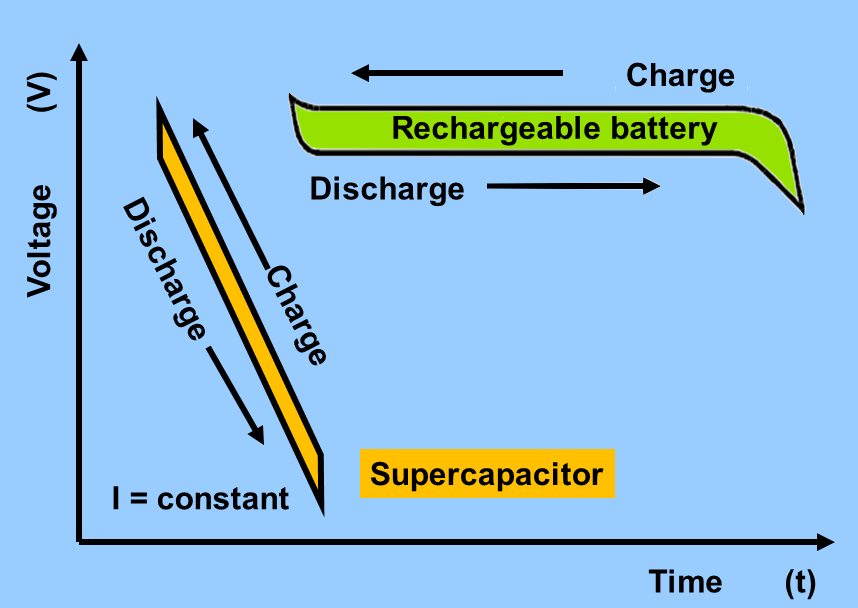
超级电容器和电池在充放电过程中的电压行为有明显不同

传统电容器（或称静电电容器），如陶瓷电容和薄膜电容有两个电极，中间用介电质材料隔开。充电时能量被储存在渗透到介电质的静电场中，总能量随储存电荷量的增加而增加，而电荷量又与板间电压呈线性关系。板间最大电压受限于电介质的击穿场强。同样的静电电容器也适用于电解电容，其中大部分的电位会在阳极的薄氧化层上下降。对“湿”电解电容器来说，液体电解质（阴极）会导致电位小降，而对于以固体导电聚合物为电解质的电解电容器，这个下降可以忽略不计。
相比之下，超级电容器的能量储存发生在两个电极的双电层内，是双电层电容和赝电容的混合。两个电极具有大致相同的内阻时，电容器的电位才会在两个双电层上对称地下降，从而在电解质的等效串联电阻上实现电压下降。而混合电容器等不对称的超级电容器的电压下降可能是不对称的。电容器上的最大电压受电解质分解电压的限制。
在超级电容器中，静电和电化学能量的储存都与电荷量呈线性关系，与传统电容器相同。电容器端子间的电压相对于储能而言也是线性的，这种线性电压梯度异于电化学蓄电池，后者的端子间的电压相对恒定，与储能无关。

### 与其他存储技术的比较
下表展现了3种超级电容器、锂离子电池和电解电容的主要参数。
| 参数               | 铝电解电容器       | 超级电容器                   | 超级电容器        | 超级电容器      | 锂离子电池        |
| 参数               | 铝电解电容器       | 双电层电容器（内存后备电源） | 赝电容            | 混合（锂离子）  | 锂离子电池        |
| ------------------ | ------------------ | ---------------------------- | ----------------- | --------------- | ----------------- |
| 温度范围（°C）     | −40 ... +125 °C    | −40 ... +70 °C               | −20 ... +70 °C    | −20 ... +70 °C  | −20 ... +60 °C    |
| 最大电压（V）      | 4 ... 630 V        | 1.2 ... 3.3 V                | 2.2 ... 3.3 V     | 2.2 ... 3.8 V   | 2.5 ... 4.2 V     |
| 充放电次数（千次） | < 无限             | 100 k ... 1 000 k            | 100 k ... 1 000 k | 20 k ... 100 k  | 0.5 k ... 10 k    |
| 电容（F）          | ≤ 2.7 F            | 0.1 ... 470 F                | 100 ... 12 000 F  | 300 ... 3 300 F | —                 |
| 比能（Wh/kg）      | 0.01 ... 0.3 Wh/kg | 1.5 ... 3.9 Wh/kg            | 4 ... 9 Wh/kg     | 10 ... 15 Wh/kg | 100 ... 265 Wh/kg |
| 功率重量比（W/g）  | > 100 W/g          | 2 ... 10 W/g                 | 3 ... 10 W/g      | 3 ... 14 W/g    | 0.3 ... 1.5 W/g   |
| 室温下自放电时间   | short (days)       | medium (weeks)               | medium (weeks)    | long (month)    | long (month)      |
| 效率（%）          | 99%                | 95%                          | 95%               | 90%             | 90%               |
| 室温下工作年限     | > 20 y             | 5 ... 10 y                   | 5 ... 10 y        | 5 ... 10 y      | 3 ... 5 y         |

电解电容器的特点是作为低频交流电电抗时几乎无限次的充放电周期、高介电强度（高达550V）和良好的频率响应。超级电容器可以储存比电解电容器多10至100倍的能量，但不支持交流电。
与蓄电池相比，超级电容器的峰值电流更高，每周期成本更低，没有过度充电的危险；可逆性良好，电解质无腐蚀性，且具有低材料毒性。蓄电池成本较低，放电电压稳定，但需要复杂的电子控制和开关设备，能量损失和短路时的火花风险也很大。

## 样式
超级电容器有不同的样式。每种都涵盖了广泛的电容值，所以外壳的大小也会不同。

不同样式的超级电容器
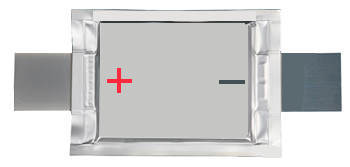
用于移动组件的片状超级电容器
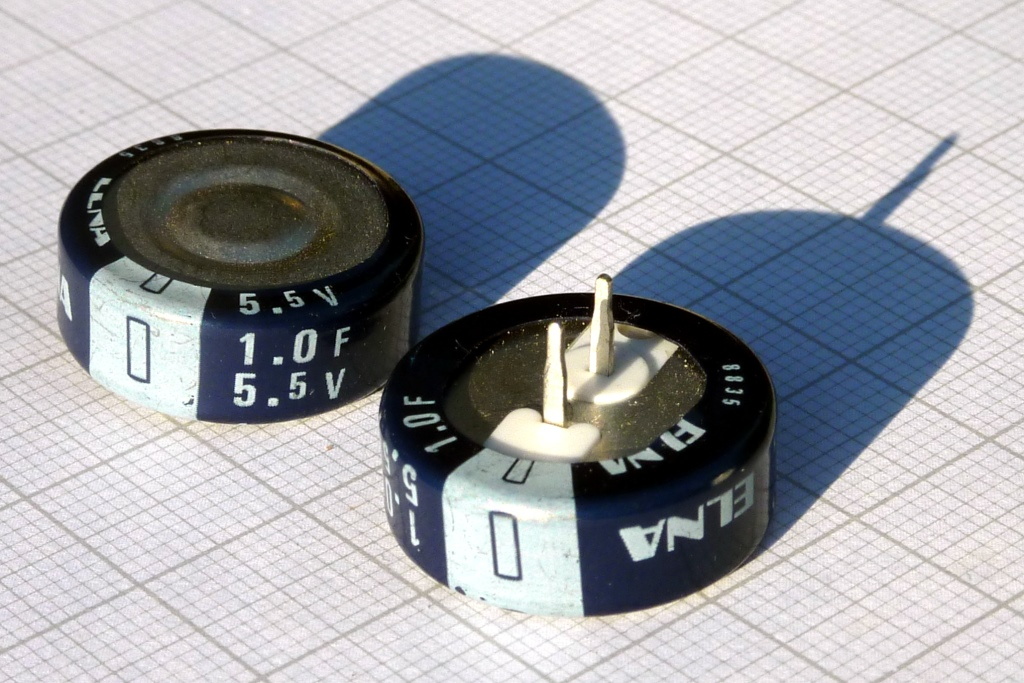
用于工业应用的PCB安装的圆形锂离子电容器

### 结构细节

带活性炭电极的缠绕式、堆叠式超级电容器的结构细节
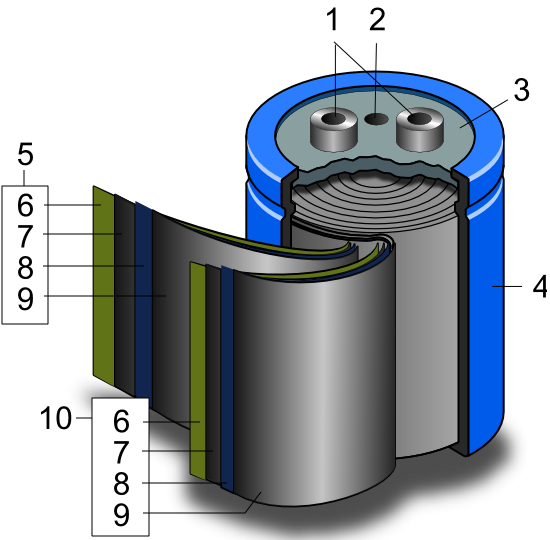
缠绕式超级电容器的结构示意图 1. 端子；2. 安全阀；3. 密封盘；4.铝罐；5. 正极；6. 分离器；7. 碳电极；8. 收集器；9. 碳电极；10. 负极
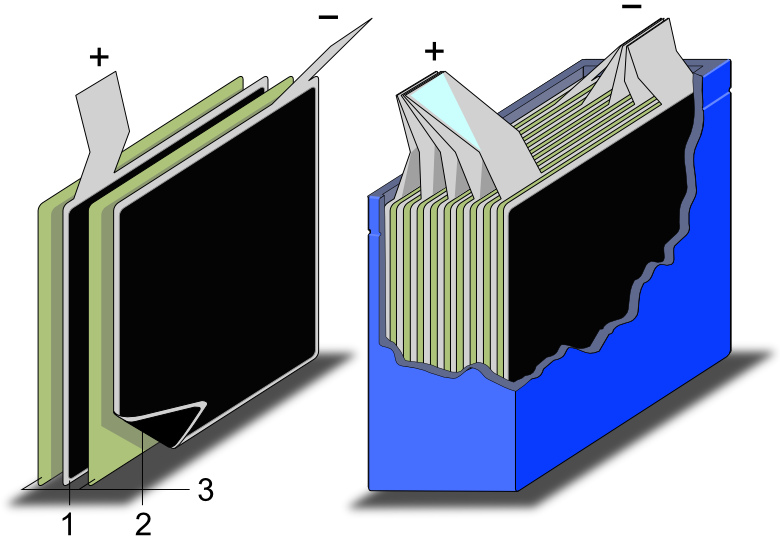
叠加式超级电容器的结构示意图 1. 正极；2. 负极；3. 分离器

## 类型

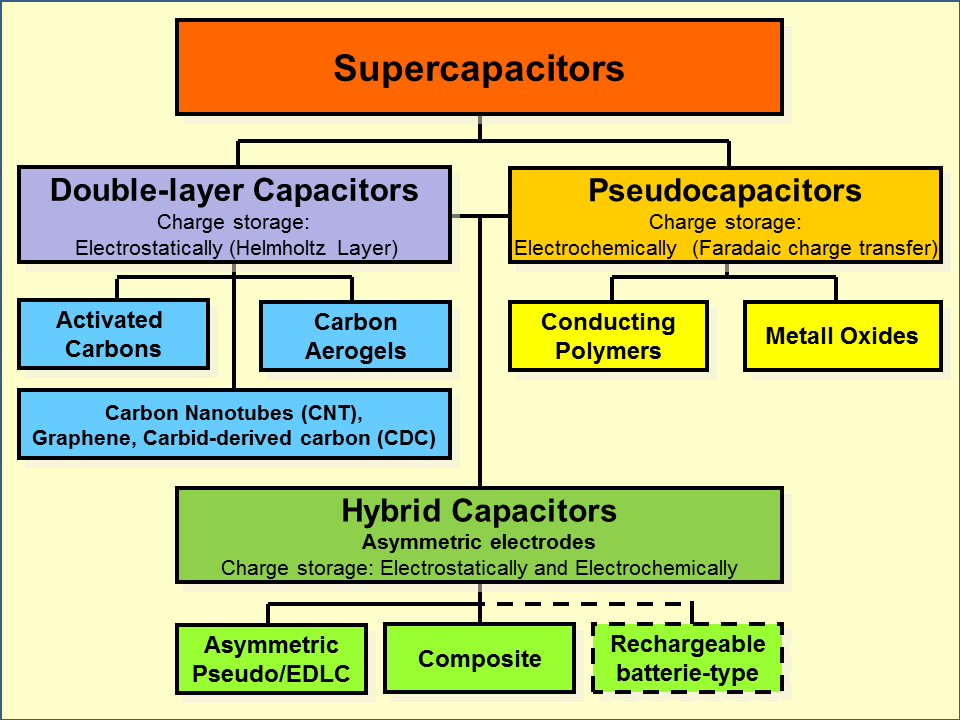
超级电容器类型的分类树。双电层电容器、赝电容器和混合电容器在电极设计上都有自己的定义。

电能通过两种储能原理储存在超级电容器中，取决于电极的材料和结构。
由于双电层电容和赝电容都对超级电容器的总电容值有贡献，因此只能用通用术语来对这些电容器进行正确描述。两者的比例可以有很大变化，取决于电极的设计和电介质的组成。赝电容可以使电容值比双电层电容器本身的电容值多出十倍。

## 材料
超级电容器的特性来自于其内部材料的相互作用。特别是电极材料的组合和电解质的类型，决定了电容器的功能、热与电特性。

### 电极

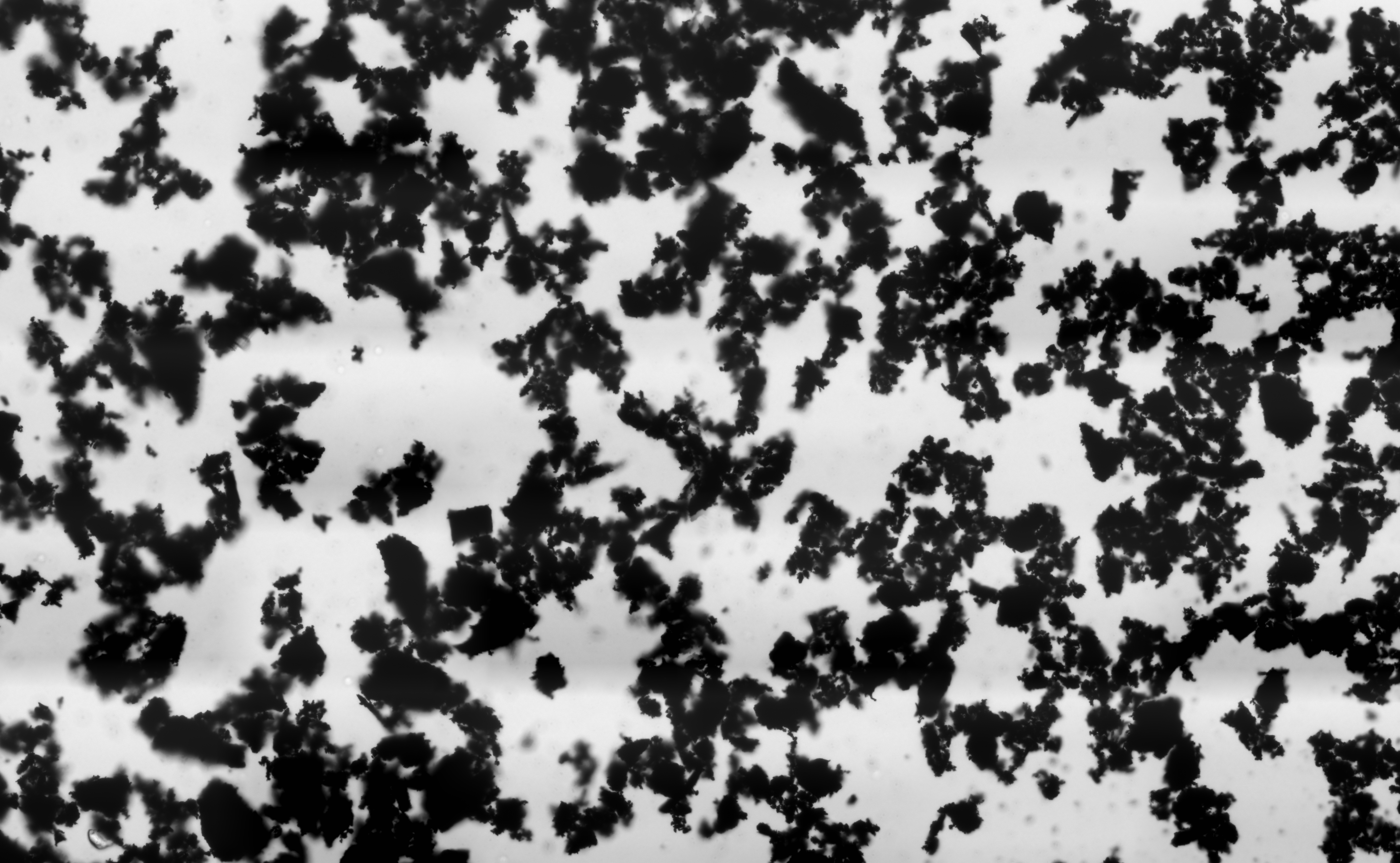
光学显微镜明场照明下的活性炭显微图。注意颗粒的分形样形状，暗示着它们巨大的表面积。图像中的每个颗粒虽然只有约0.1毫米宽，但有几平方厘米的表面积。

超级电容器电极一般是金属集电器上的薄涂层。电极须有良好的导电性、高温稳定性、长期化学稳定性（惰性）、耐腐蚀性和单位体积及质量下的高表面积，其他要求还包括环境友好性和成本低廉。
超级电容器每单位电压存储的电荷，大致与电极表面积成正比。因此，超级电容器的电极通常由多孔海绵状材料制成，具有极高的比表面积，如活性炭。此外，电极材料进行法拉第电荷转移的能力，也进一步提高了总电容。
一般而言电极的孔隙越小，电容和比能也越大。但小孔隙会增加等效串联电阻，降低功率重量比。要应用峰值电流首先需要较大的孔隙和较低的内部损耗，而需要高比能的应用则要将孔隙变小。

#### EDLC的电极
超级电容器最常用的电极材料是各种形式的碳，如活性炭（AC）、碳纤维布（AFC）、碳化物衍生碳（CDC）、碳气凝胶、石墨（石墨烯）、石墨烷和碳纳米管（CNT）。
碳基电极主要表现为电静力双电层电容，不同孔径下可能也会出现赝电容。孔径从微孔（<2nm）到中孔（2~50nm）不等，只有微孔能产生赝电容。当孔径大小接近溶壳大小时，溶剂分子便被排除在外，只有未溶解的离子填充孔隙，通过法拉第氢气夹层增加离子堆积密度和储存能力。

##### 活性炭
活性炭是首个用于EDLC电极的材料。虽然其电导率仅有金属的约万分之0.3（1,250~2,000 S/m），但对于超级电容器来说也够用了。
活性炭是一种极度多孔的碳，具有极高的比表面积——一克活性炭的表面积约是1000到3000平方米，差不多是4到12块网球场的大小。电极中主要使用的是低密度活性炭，孔隙很多，具有很高的双电层电容值。
固态活性炭也称固结无定形碳（CAC），是超级电容器最常用的电极材料，可能比其他碳衍生物成本更低。活性炭粉末可通过压制变为这样的块状物。一个表面积约1000 m2/g的电极，典型的双电层电容约为10 μF/cm2，比电容约为100 F/g。
截至2010年，几乎所有商业超级电容器都使用由椰子壳制成的粉末状活性炭。椰子壳制成的活性炭比由木材制作的木炭具有更多微孔。

##### 活性炭纤维
活性炭纤维（ACF）由活性炭制成，典型直径为10 µm。它们可以有孔径十分统一的微孔，可以很容易地控制。ACF制成的纺织品的表面积约为2500 m2/g。ACF电极沿纤维轴的电阻很低，与收集器接触良好。
就活性炭而言，ACF电极主要表现为双电层电容，由于微孔也有少量赝电容。

##### 碳凝胶

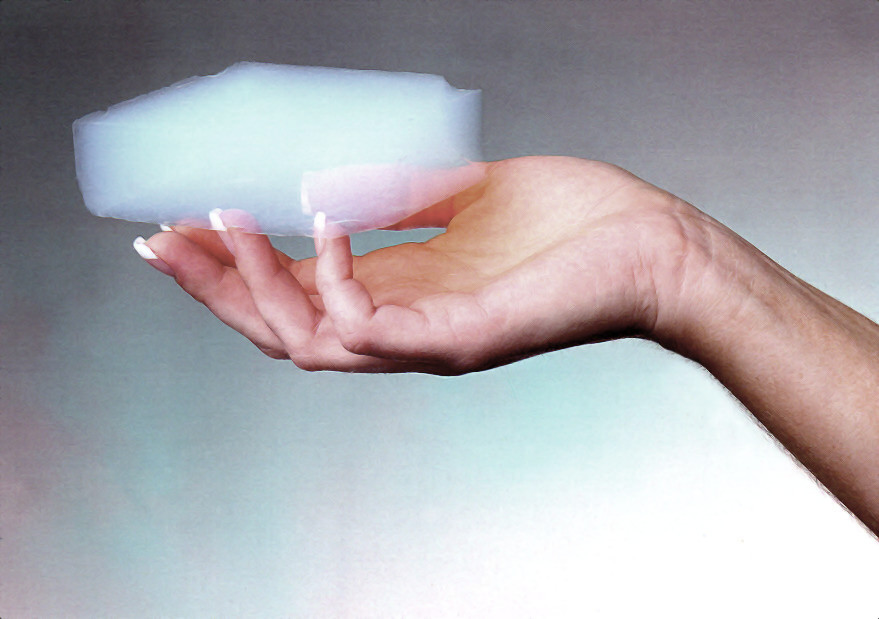
一块硅凝胶

碳凝胶是一种高度多孔合成超轻材料，来自有机凝胶，其中的液体成分已被气体取代。
凝胶电极通过间苯二酚-甲醛气凝胶的热裂解制得，导电性优于大多数活性炭。它可使厚度在几百微米的薄电极具有均匀的孔径大小。凝胶电极还可以为在高振动环境下使用的超级电容器提供振动稳定性。
研究人员创造了一种碳凝胶电极，面密度约400–1200 m2/g，体积电容为104 F/cm3，比能为325 kJ/kg（90Wh/kg），比功率为20W/g。
标准气凝胶电极主要表现为双电层电容。含复合材料的气凝胶电极可增加大量赝电容。

##### 碳化物衍生碳

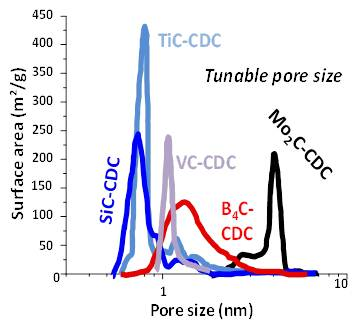
不同碳化物前体的孔径分布

碳化物衍生碳（CDC）是由碳化物前体（如二元碳化硅和碳化钛）衍生的碳材料系列，通过物理（如热裂解）或化学（如卤化）过程转为纯碳。
碳化物衍生碳可表现出高比表面积和可被调节的孔径，以最大程度地通过法拉第的氢气吸附处理，增加赝电容。调整过孔径的CDC电极比传统活性炭提供的比能高75%。
截至2015年，CDC超级电容器有10.1 Wh/kg的比能、3,500 F的电容和超过一百万次的充放电周期寿命。

##### 石墨烯

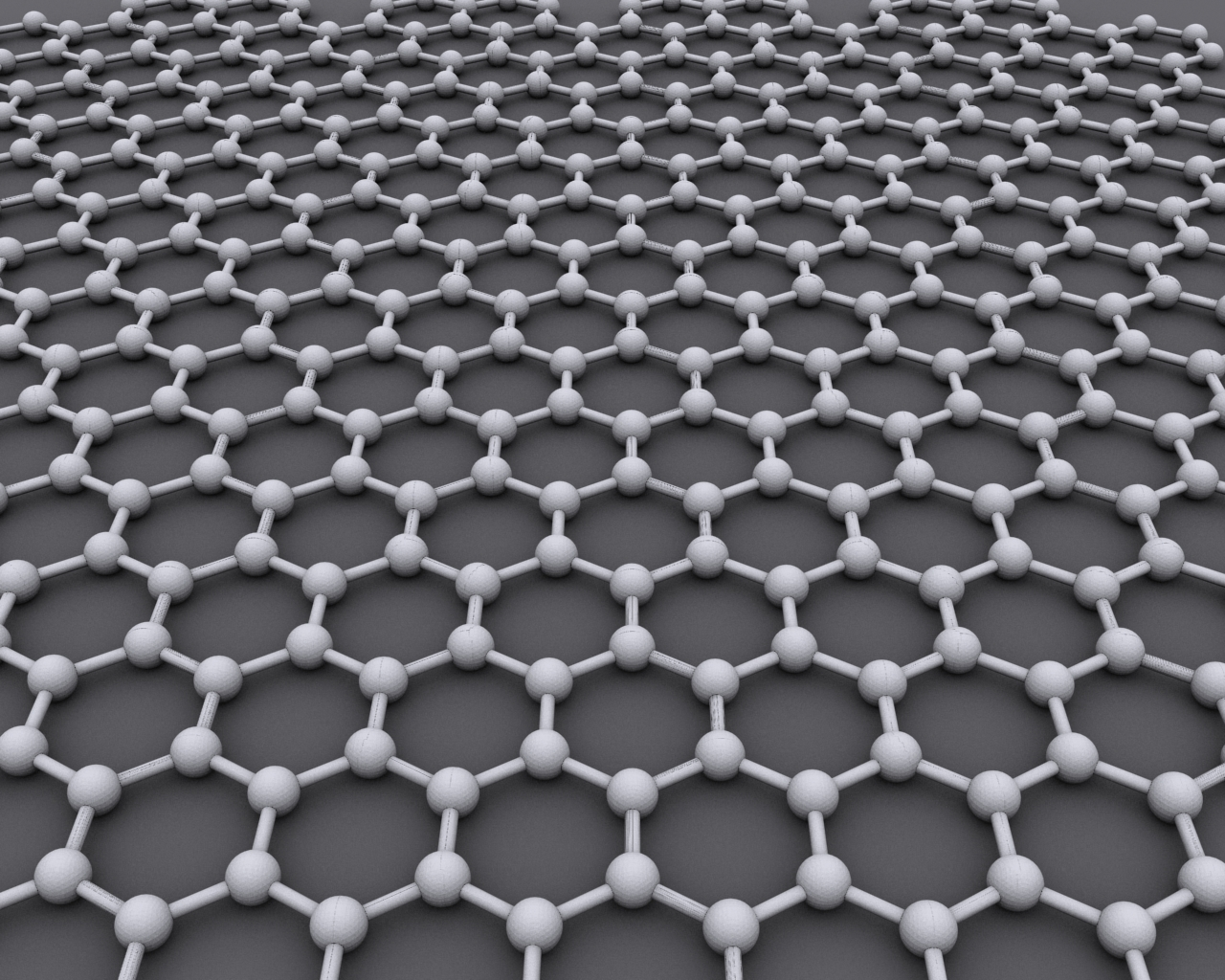
石墨烯是一种由碳原子组成的原子级蜂窝状晶格

石墨烯是单原子厚度的石墨薄片，以规则的六边形排列，也被称作“纳米复合纸”。
石墨烯的理论比表面积为2630 m2/g，可以达到550 F/g的电容。此外，与活性炭相比，石墨烯的导电性更高。截至2012年，一项新应用直接将石墨烯片作为电极，而不用收集器。
一种基于石墨烯的超级电容器使用弯曲的石墨烯片，形成中孔，在4V电压下可被离子电解质接触和浸润，在室温下比能高达85.6 Wh/kg（308 kJ/kg），相当于传统的镍氢电池，但功率要高出100-1000倍。
石墨烯的二维结构改善了充放电过程。垂直方向薄片中的电荷载流子可以迅速移入或移出电极的深层结构，从而使电流增加。这样的电容器可适用于100/120赫兹的滤波器应用，这是使用其他碳材料的超级电容器不能企及的。

##### 碳纳米管

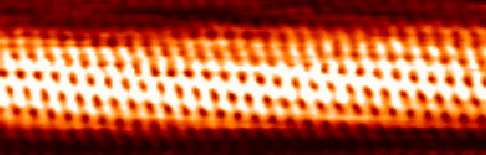
单壁碳纳米管的扫描隧道显微镜图像

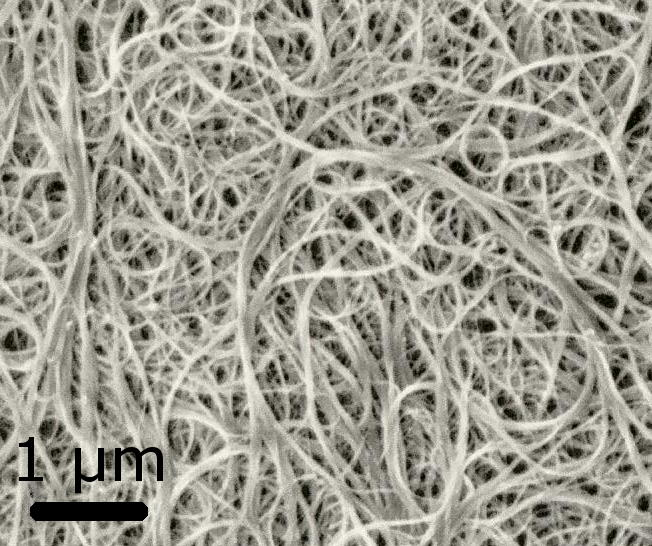
表面积约为1500 m^{2}/g的碳纳米管束的扫描电子显微镜图像

碳纳米管（CNT）是具有圆柱体纳米结构的碳分子，壁由一个原子厚的石墨烯围成。这些片材以特定、不连续（“手性”）角度滚动，手性角度和管径的组合影响着导电性和电解质湿润性。纳米管可分为单壁纳米管（SWNT）和多壁纳米管（MWNT），后者在单壁纳米管外像俄罗斯套娃那样缠绕了很多层纳米管。SWNT的直径在1~3nm，MWNT的不同层之间以接近石墨烯层间距（0.34 nm）的距离分开。
纳米管可以垂直生长在硅片等收集器基底上，典型的长度为20~100 µm。
碳纳米管具有高度湿化的表面，导电性强，可以极大改善电容性能。
特拉华大学魏冰清教授小组对基于SWNT的水基超级电容器进行了系统研究。Li等人首次发现，离子大小效应和电极-电解质湿润性是影响柔性SWCNT超级电容器在1mol阴阳水电解质中电化学行为的主导因素。实验结果还表明，对于柔性超级电容器，电极间最好有足够的压力来改善水基CNT超级电容器。
CNT可以储存的电荷量与单位表面积的活性炭相近，但碳纳米管的表面排布更有规律，提供了更大的湿润性。SWNT的理论比表面积很高，达到1315 m2/g，而MWNT的则较低，由管径和嵌套程度共同决定。活性炭的比表面积约为3000 m2/g，但CNT比活性炭电极的电容更高，例如MWNT为102 F/g，SWNT为180 F/g。
MWNT具有中孔，允许离子在电极-电解质界面上自由出入。随着空隙大小接近离子溶解壳大小，溶剂分子被部分剥离，使离子包装密度和法拉第储存能力变高。但在反复的插入和放电过程中，体积变化会降低其机械稳定性。为此，增加表面积、机械强度、导电性和化学稳定性的研究正在进行中。

#### 赝电容的电极
MnO2和RuO2是用作赝电容电极的典型材料，它们具有典型电容电极的电化学特征（即电流与电压曲线的线性关系），并表现出法拉第行为。此外，电荷储存并非来自离子在电化学双电层中的积累，而来自电子转移机制。赝电容产生自发生在活性电极材料内的法拉第式氧化还原反应。目前更多研究集中在成本更低的过渡金属氧化物上，如MnO2。此外，过渡金属氧化物的电荷储存机制也主要基于赝电容。MnO2电荷储存行为有两种机制，第一种意味着质子（H+）或碱金属阳离子（C+）在材料主体中还原时发生插层，氧化时去插层：
MnO2 + H+(C+) +e− ⇌ MnOOH(C)
第二个机制基于电解质阳离子表面吸附于MnO2上：
(MnO2)表面 + C+ +e− ⇌ (MnO2− C+)表面
不是所有表现出法拉第行为的材料都可用作赝电容电极。如Ni(OH)2，它是一种电池型电极（电流与电压曲线不呈线性关系）。

##### 金属氧化物
Brian Evans Conway的研究描述了过渡金属氧化物电极，它们表现出典型赝电容特征。过渡金属氧化物包括RuO
2、IrO
2、Fe
3O
4、MnO
2和硫化物，如TiS
2。它们会产生强烈的法拉第电子转移反应，且电阻很低。RuO
2与H
2SO
4电介质可以提供高达720 F/g的比电容和26.7 Wh/kg（96.12 kJ/kg）的比能。
充放电发生在每个电极约1.2 V的窗口。约720 F/g的赝电容比活性炭电极双电层电容器高出约100倍。过渡金属电极提供了极好的可逆性，可达数十万次；但钌过于昂贵，2.4 的电压窗口也限制了其应用。
Das等人报告了基于二氧化钌的超级电容器的最高比电容（1715 F/g），该电容是在多孔单壁碳纳米管薄膜电极上电沉积的二氧化钌。RuO
2理论比电容最大值约为2000 F/g。
2014年，固定在泡沫石墨烯电极上的RuO
2超级电容器测得502.78 F/g的比电容，比面积电容达of 1.11 F/cm2，8千次充放电循环中的比能为39.28 Wh/kg，比功率为128.01 kW/kg，性能稳定。
价格较低的铁、钒、镍和钴氧化物已在水系电解质中进行了测试，没有一种能与二氧化锰比肩。它们都没有投入商业使用。

##### 导电聚合物
另一种方法是使用导电聚合物作为赝电容材料。导电聚合物机械性能较弱，但导电性良好，等效串联电阻较低，电容值较高。导电聚合物有聚苯胺、聚噻吩、聚吡咯、聚乙炔等。这类电极还采用电化学方法在聚合物中掺入阴阳离子。由导电聚合物制成或涂有导电聚合物电极的成本与碳电极相当。
导电聚合物电极的循环稳定性往往有限。然而并苯电极可提供高达1万次循环，比电池好得多。

#### 混合电容器电极
所有商业混合超级电容器都是不对称的，这是说它们的两个电极的电容主要实现不同的储存方法。法拉第赝电容电极可提供高比能，而非法拉第电极可实现高比功率。与对称的超级电容器相比，混合超级电容器的优势在于较高的比电容，以及较高的额定电压和较高比能。

##### 复合电极
混合型超级电容器的复合电极由碳基材料与赝电容活性材料（如金属氧化物和导电聚合物）构成。截至2013年，大多数超级电容器研究都在探索复合电极。
CNT为均匀分布的金属氧化物或导电聚合物（ECPs）提供骨架，产生良好的双电层电容和赝电容。这样得到的电容高于采用纯碳或纯金属氧化物或基于聚合物的电极，主要归功于纳米管的缠结垫状结构的可及性，它允许赝电容材料均匀分布。锚定赝电容材料通常使用水热过程，不过最近来自特拉华大学的研究人员Li等人发现了一种更简单的方法：在SWNT薄膜上沉淀二氧化锰，以制作有机系超级电容器。
另一种增强CNT电极的方法是掺入赝电容掺杂物，如锂离子电容器，相对较小的锂原子会夹杂在碳层之间。阳极由掺杂锂的碳制成，使得活性碳阴极的负电位更低，使得电压达到3.8-4 V，防止了电解液的氧化。截至2007奶奶，他们已经使比电容达到550 F/g并达到高达14 Wh/kg（50.4 kJ/kg）的比能。

##### 电池型电极
蓄电池电极影响了新混合型超级电容器电极的发展，如锂离子电容器。加上非对称结构的碳EDLC电极，这种配置比典型超级电容器具有更高比能、更长循环寿命、比电池更快的充放电时间。

##### 非对称电极
最近开发了一些不对称混合超级电容器，其中正极基于赝电容金属氧化物电极（而非复合电极），而负极基于EDLC活性炭电极。
非对称超级电容器已经显示出高性能超级电容器的巨大潜力，其广阔的工作电位可以明显增强电容行为。这种超级电容器的优点是电压较高，相应的比能也较高（高达10-20 Wh/kg；36-72 kJ/kg）。它们还具备良好的循环稳定性。
例如，研究人员使用一种新型方钴矿型Ni–CoP3纳米片作为正极，活性炭为负极，形成不对称超级电容器。它在796 W/kg时表现出89.6 Wh/kg的高能量密度和循环1万次后93%的稳定性，有可能成为下一代电极候选材料。
另外，碳纳米纤维/聚(3,4-乙烯二氧噻吩)/氧化锰（f-CNFs/PEDOT/MnO2）也被用作正极，活性炭为负极。这样的电容器具有49.4 Wh/kg的高比能和循环8000次后81.06%的循环稳定性。
就目前所知，市场上还没有提供具有不对称电极的商用超级电容器。

### 电解质
电解质由溶剂和溶剂化的化学物质组成，解离成阴阳离子，使电解质具有导电性。电解液包含的离子越多，导电性就越好。超级电容器中，电解质维双电层中的分离层提供分子，并为赝电容提供离子。
电解液决定了电容器的特性：工作电压、温度范围、ESR和电容。在相同的活性炭电极上，水电解质可以达到160 F/g的电容值，而有机电解质致能大道100 F/g。
电解液必须是惰性的，不会侵蚀其他材料，以确保电容器的电参数长期稳定。电解液粘度必须足够低，以润湿电极的多孔海绵状结构。理想的电解质是不存在的，这迫使人们在性能和其他要求之间做出妥协。

#### 水系
水是一种相对较好的无机化学品溶剂。用H
2SO
4等酸、KOH等碱或季铵盐、NaClO
4、LiClO
4或LiAsF
6等盐类处理后，水的电导率相对较高，约为100~1000 mS/cm。水系电解质每个电极的解离电压为1.15 V（电容器电压则为2.3 V），工作温度范围相对较窄。水系电解质主要用于具有低比能和高比功率的超级电容器。

#### 有机系
Electrolytes with organic solvents such as 乙腈、碳酸丙烯酯、四氢呋喃、碳酸二乙酯、γ-丁内酯和带有季铵盐或烷基铵盐的溶液，如四乙基四氟硼酸铵（N(Et)
4BF
4）或四氟硼酸三乙酯（NMe(Et)
3BF
4）比水电解质成本更高，解离电压也更高，每个电极通常为1.35 V（2.7 V电容电压），且温度范围更广。有机溶剂较低的导电性（10~60 mS/cm）导致了较低的比功率，但由于比能随电压的平方而增加，所以比能较高。

#### 离子系
离子电解质由液态盐组成，可以在更宽的电化学窗口中保持稳定，使电容器电压超过3.5 V。离子电解质的离子电导率通常在几mS/cm，低于水和有机电解质。

### 分离器
分离器必须在物理上分离两个电极，以防电极直接接触造成短路。它可以非常薄（数十微米），必须能使导电离子顺畅通过，以尽量减少等效电阻。此外，分离器必须是惰性的，以确保电解质的稳定性和导电性。廉价的设计多用开路电容纸；更复杂的设计则使用非织造多孔聚合物薄膜，如聚丙烯腈、聚酰亚胺、玻璃纤维织物或多孔织造陶瓷纤维。

### 集电器和外壳
集电器将电极连接到电容器端子上，要么喷涂在电极上，要么是金属箔。它们必须能承受高达100 A的瞬时峰值电流。
若外壳是用金属（一般是铝）制成的，那么集电器应由同样的材料制成，以避免形成腐蚀性的伽伐尼电池。

## 缺點
- 能量密度低于電化學電池[80]；
- 存在介質吸收效应；
- 高自放電 - 大大高於電化學電池；
- 工作电压低；
- 非常低的內部電阻允許極快速放電，有发生電火花的危險；
- 循环周期内电压变化幅度大，放电不平稳，往往需搭配DC-DC电路。

## 优点
- 寿命长；
- 每周期的成本低；
- 可逆性好；
- 充电和放电效率高[80]；
- 非常低的内部电阻（ESR）；
- 高周期效率（95％以上）；
- 高输出功率；
- 功率密度高。根据ITS（戴维斯，加利福尼亚交通研究学院）的测试结果，双电层电容器的功率密度可超过6kW/kg，效率为95％；
- 一般采用腐蚀性较低，或无腐蚀性的中性电解质，提高了使用和储存的安全性。

## 市场
截至2016年，全球超级电容器的销售额约为4亿美元。
电池市场（由弗若斯特沙利文进行估计）从475亿美元（其中76.4%或363亿美元是蓄电池）增长到950亿美元。超级电容器市场仍是一个小众细分市场，没有跟上较大对手的步伐。
2016年，IDTechEx预测销售额将从2.4亿美元增长到2026年的20亿美元，年增长率约为24%。
2006年，超级电容器的成本为每法拉0.01美元或每千焦2.85美元，2008年每法拉降到0.01美元以下，预计中期内将进一步下降。

## 阅读更多
- Abruña, H. D.; Kiya, Y.; Henderson, J. C.  (PDF). Phys. Today. 2008, 61 (12): 43–47  [2023-04-19]. Bibcode:2008PhT....61l..43A. doi:10.1063/1.3047681. （原始内容 (PDF)存档于2016-03-04）.
- Bockris, J. O'M.; Devanathan, M. A. V.; Muller, K. . Proc. R. Soc. A. 1963, 274 (1356): 55–79. Bibcode:1963RSPSA.274...55B. S2CID 94958336. doi:10.1098/rspa.1963.0114.
- Béguin, Francois; Raymundo-Piñeiro, E.; Frackowiak, Elzbieta. . . CRC Press. 2009: 329–375. ISBN 978-1-4200-5540-5. doi:10.1201/9781420055405-c8.
- Conway, Brian Evans. . Springer. 1999. ISBN 978-0306457364. doi:10.1007/978-1-4757-3058-6.
- Zhang, J.; Zhang, L.; Liu, H.; Sun, A.; Liu, R.-S. . . Weinheim: Wiley-VCH. 2011: 317–382. ISBN 978-3-527-32869-7.
- Leitner, K. W.; Winter, M.; Besenhard, J. O. . J. Solid State Electr. 2003, 8 (1): 15–16. S2CID 95416761. doi:10.1007/s10008-003-0412-x.
- Kinoshita, K. . John Wiley & Sons. 18 January 1988  [2023-04-19]. ISBN 978-0-471-84802-8. （原始内容存档于2017-12-13）.
- Vol'fkovich, Y. M.; Serdyuk, T. M. . Russ. J. Electrochem. 2002, 38 (9): 935–959. doi:10.1023/A:1020220425954.
- Palaniselvam, Thangavelu; Baek, Jong-Beom. . 2D Materials. 2015, 2 (3): 032002. Bibcode:2015TDM.....2c2002P. S2CID 135679359. doi:10.1088/2053-1583/2/3/032002.
- Ploehn, Harry. . Nature. 2015, 523 (7562): 536–537. Bibcode:2015Natur.523..536P. PMID 26223620. S2CID 4398225. doi:10.1038/523536a .
- Li, Qui. . Nature. 2015, 523 (7562): 576–579. Bibcode:2015Natur.523..576L. PMID 26223625. S2CID 4472947. doi:10.1038/nature14647.